# سیارک ۲۰۸۹۳
سیارک ۲۰۸۹۳ (به انگلیسی: 20893 Rosymccloskey، نامگذاری:2000WJ75) بیست هزار و هشتصد و نود و سومین سیارک کشف شده‌است که در ۲۰ نوامبر ۲۰۰۰ کشف شد.
قدر مطلق سیارک برابر ۱۲.۹ است.